# Hours, Pyrénées-Atlantiques
Hours, Pyrénées-Atlantiques là một commune tỉnh Pyrénées-Atlantiques, thuộc vùng Nouvelle-Aquitaine, tây nam nước Pháp.